# Voorburg Midden
Voorburg Midden is een wijk in de Nederlandse plaats Voorburg.

## Geschiedenis
Oorspronkelijk was dit een polderlandschap waar sinds 1621 molen De Vlieger de Veen- en Binkhorstpolder bemaalde.
Gedurende de naoorlogse wederopbouw onderging de wijk in de jaren '50 een uitbreiding, waar winkelcentrum Julianabaan een centraal onderdeel van was.
In sporthal De Vliegermolen vond in 1973 het muziekfestival Popgala '73 plaats waar pop- en rockacts als The Who, Supersister, The Eagles en Rod Stewart optraden.

## Ligging
Voorburg Midden wordt begrensd door de Voorburgse wijken Bovenveen, Voorburg Noord, Voorburg Oud en Essesteijn.
Openbaar vervoer in de wijk wordt verzorgd door tram 2 en bus 23 van HTM.

## In de wijk gelegen
- Sint-Maartenscollege
- Sportcentrum Forum Kwadraat
- winkelcentrum Julianabaan
- Theater Ludens